# 蒂拉 (以色列)
蒂拉是以色列的城市，位於該國北部，距離卡法薩巴8公里，該鎮始建於400年前左右，面積11.89平方公里，海拔高度88米，2009年人口22,600，居民主要信奉伊斯蘭教。